# Alexander Hamilton (brano musicale)
Alexander Hamilton è il brano iniziale del musical Hamilton, biografia del padre fondatore americano Alexander Hamilton. Il musical debuttò a Broadway nel 2015. Lin-Manuel Miranda ha scritto sia la musica che i testi della canzone. La canzone presenta "un'esibizione alternata di canti e rap".

## Storia del brano
La canzone faceva originariamente parte di un insieme di brani intitolato "The Hamilton Mixtape", creato da Lin-Manuel Miranda, che aveva deciso di interpretare la biografia di Hamilton scritta da Ron Chernow e adattarla per il palcoscenico. Il brano fu presentato dal vivo alla Casa Bianca in occasione della Serata della Poesia, Musica e Parole nel 2009. Il National Review affermò che sia la famiglia del Presidente Obama che i loro ospiti furono sorprendentemente colpiti dall'esibizione. Secondo Il New Yorker  "Miranda in seguito venne a sapere che la prima reazione del Presidente Obama fu quella di affermare che Timothy Geithner avrebbe assolutamente dovuto vederlo". Il musical, e in particolare il video YouTube di questa canzone hanno avuto un impatto anche sull'istruzione; Miranda affermò infatti "Penso che negli ultimi sei anni gli insegnanti abbiano usato solo quella clip per iniziare a parlare di Alexander Hamilton."
Nel febbraio 2016, la canzone fu eseguita dal vivo ai Grammys. Fu la prima canzone a essere trasmessa dal vivo dal palco di Broadway agli Hollywood award show. La rivista Billboard espresse la propria ammirazione, mentre TV Line lo descrisse come un brano "gradito dal pubblico". Billboard lo considerò il quarto miglior momento musicale dal vivo della serata, affermando che "la rivisitazione emotiva e snervante della storia americana è stato uno dei momenti salienti della serata", così come Rolling Stone, che scrisse "Non è il brano più avvincente di Hamilton, ma è un'introduzione cruciale ai personaggi, al cast e ai temi dello show. Per i milioni di persone che non saranno in grado di vederlo a Broadway quest'anno,poterlo vedere in TV è stata la cosa migliore per assicurarsi un biglietto. "
La canzone funge da introduzione alla storia e presenta il protagonista del musical tramite un riassunto dei primi vent'anni della sua vita. Introduce anche gli altri personaggi principali come Aaron Burr, John Laurens, Thomas Jefferson, James Madison, Elizabeth Schuyler Hamilton, George Washington, Hercules Mulligan, Marquis de Lafayette, Angelica Schuyler Church e Maria Reynolds, e descrive brevemente le relazioni di questi personaggi con Alexander Hamilton. Secondo Patheos questo prologo "porta in vita, non solo Hamilton, ma anche tutti i suoi contemporanei".
I numerosi termini dispregiativi usati per descrivere Hamilton, tra cui "bastardo", "orfano", "figlio di una puttana e di uno scozzese" sono ripetuti in tutto il musical per dimostrare come le sue origini lo perseguiteranno per il resto dei suoi la vita, nonostante i suoi tentativi di sfuggire da un'infanzia difficile e di iniziare la sua arrampicata sociale. Questo termine fu utilizzato per la prima volta da John Adams.
Per oltre due secoli, sia Hamilton che Aaron Burr passarono alla storia per il duello durante il quale Burr uccise Hamilton. Nella canzone, è lo stesso Burr a raccontare questo episodio, anticipando così il finale della storia. Così, come accadde anche per il musical Titanic, la storia si focalizza più sul viaggio che sulla destinazione finale.
The Atlantic osservò che la domanda iniziale del musical "Come fa un bastardo, un orfano, figlio di una puttana e uno scozzese, abbandonato nel mezzo di un luogo sperduto dei Caraibi dalla provvidenza, impoverito e nello squallore riesce a diventare un eroe e un intellettuale?" riceve una risposta nei due atti successivi e si può riassumere essenzialmente in "lavoro incessante", incarnato dall'ascesa al potere di Burr, dai manoscritti di Hamilton e dalla salvaguardia dell'eredità di Hamilton assicurata dalla moglie Eliza.
Uloop sostiene che il vero protagonista di Hamilton sia in realtà Burr, in quanto nel brano iniziale "Lin dipinge Burr come un personaggio completamente consapevole del crimine che andrà a commettere, nello stile del Giuda di Jesus Christ Superstar, ma con la ferocia di Javert de I miserabili. 

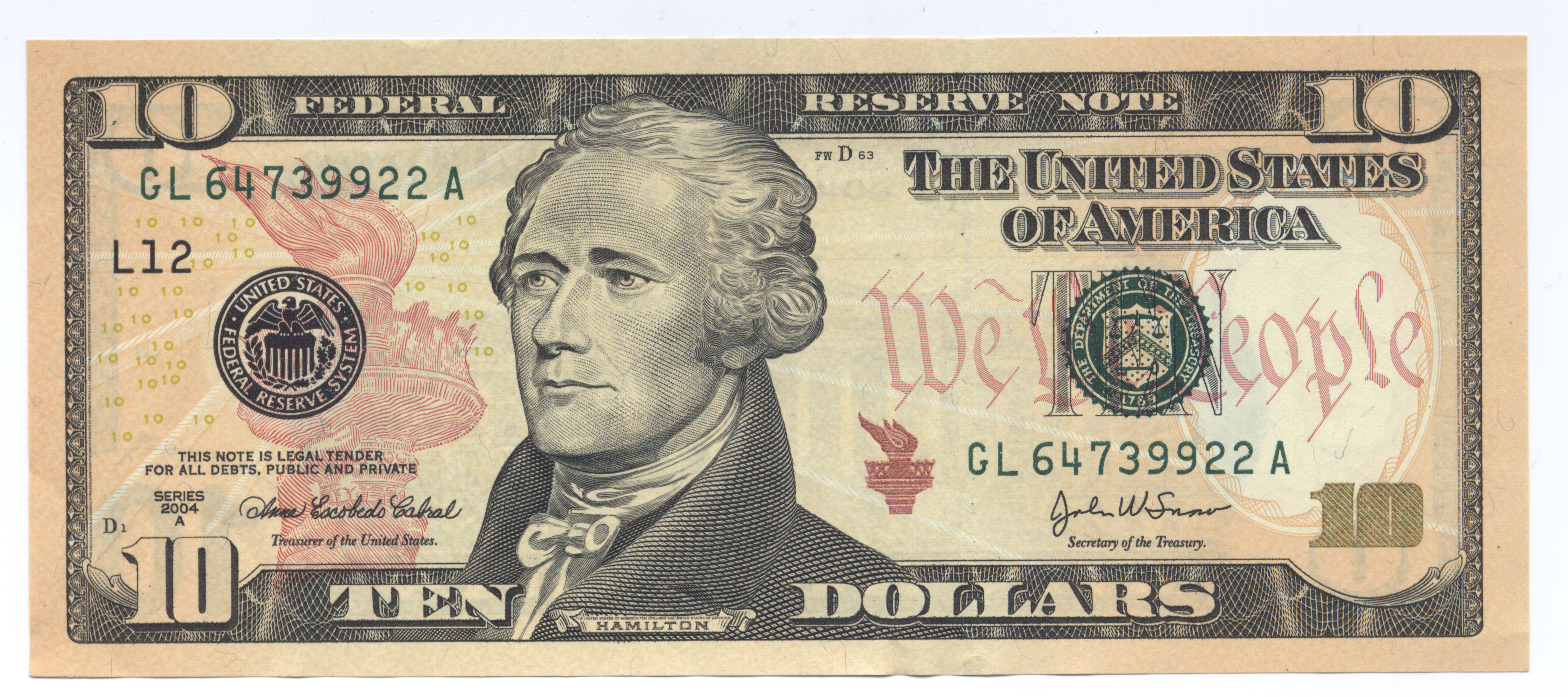
Il Ministero del Tesoro degli Stati Uniti ha annullato i piani per sostituire "il Padre Fondatore da dieci dollari" sulla banconota da dieci dollari in parte perché i fan del musical di Hamilton si sono opposti al cambiamento.

La canzone ha ricevuto un'ottima accoglienza da parte della critica. L'Huffington Post sostenne che il gioco di parole e l'autoconsapevolezza della canzone la elevano al di sopra di altri brani iniziali che si basano sulla tecnica dell' "esposizione cantata". Pitchfork spiegò che la canzone stabilisce il tono musicale incorporando il rap pur essendo "ancora essenzialmente nel territorio del teatro musicale". Con Burr che funge da narratore di questo brano, il Los Angeles Times commenta: "Curioso come, in qualche modo, l'uomo che, mosso da gelosia, ha ucciso Hamilton in un duello sia anche il primo a sollevare il mistero che avvolge la sua storia". In un'intervista con Vulture, il rapper Talib Kweli elogiò la canzone come un esempio di hip-hop, dicendo: "Mi sono commosso ascoltando la canzone, perché è un vero esempio di hip-hop. L'hip-hop non ha confini e Lin-Manuel e tutto il cast lo stanno dimostrando ". Ricordia lo descrisse come "l'inno di un uomo che ha cambiato il mondo" e ha sostenuto che dovrebbe essere anche l'inno di tutti gli ascoltatori. Hitfix nota che le strofe di apertura della canzone "hanno questo tipo di grande qualità ridotta, dimostrando quanto siano densi gli schemi di rime e trasmettendo un gran numero di informazioni, ricordandoci anche che Hamilton è un volto che vediamo ogni giorno e che raramente consideriamo. Vibe ha scritto che la canzone ha "un picco strumentale, che presenta pause drammatiche e corde di chitarra".